# Les Carnets de Julie
 (novembre 2023).
Si vous disposez d'ouvrages ou d'articles de référence ou si vous connaissez des sites web de qualité traitant du thème abordé ici, merci de compléter l'article en donnant les références utiles à sa vérifiabilité et en les liant à la section « Notes et références ».
Les Carnets de Julie est une émission de télévision française culinaire hebdomadaire, présentée par Julie Andrieu, diffusée depuis septembre 2012 sur France 3.
Chaque numéro voit Julie Andrieu partir à la découverte d'un terroir français, à la rencontre de cuisiniers amateurs, de recettes gastronomiques méconnues mais représentatives de la région et d'éléments du patrimoine local. Chaque émission se clôt par un banquet rassemblant les spécialités et les personnalités rencontrées.

## Principe et évolution de l'émission
Le principe de l'émission est inspiré par celle créée par Sarah Wiener, Les aventures culinaires de Sarah Wiener (Die kulinarischen Abenteuer der Sarah Wiener, titre allemand), diffusée sur Arte de janvier 2007 à 2012. Comme sa consœur allemande, Julie Andrieu voyage dans sa voiture rouge à la rencontre des protagonistes de l'émission, et un repas festif les réunit autour des mets présentés au fil du programme. Alors que Julie Andrieu voyage dans un véhicule de marque française, une Peugeot 304 cabriolet rouge de 1971. Sarah Wiener circule tantôt en cabriolet VW rouge immatriculé B–SW 2708 (SW comme ses initiales et 2708 comme sa date de naissance) ou dans un Land Rover Defender 90 de même couleur. Une différence majeure entre les deux émissions : alors que le principe de l'émission allemande est de faire réussir à Sarah Wiener une recette et de se faire juger par plusieurs convives locaux qui sont soit impliqués dans la fourniture des ingrédients, soit reconnus comme spécialistes culinaires, l'animatrice française ne participe pas à l'élaboration des plats ou produits présentés à la fin de l'émission.
À partir d'octobre 2013, l'émission est déclinée en un programme allongé, Les Carnets de Julie Grand Format, diffusé ponctuellement en première partie de soirée.
De septembre 2016 à février 2018, Julie Andrieu a fait appel au savoir et au talent de Thierry Marx, un grand chef doublement étoilé, et à Raphaël Haumont, qui applique ses connaissances de chimiste au domaine de la gastronomie.
Fidèles à la tradition des Carnets, c'est autour de la table d'une cuisine spécialement aménagée pour cette nouvelle formule que prendra fin chaque numéro. Rejoints par leurs invités, Julie et Thierry feront déguster, commentaires à l'appui, leurs recettes respectives.[non neutre].
En 2018, Julie participe à l'émission automobile Vintage Mecanic, présentée par François Allain, afin de réaliser la restauration de la Peugeot 304 cabriolet rouge.